# Thygater luederwaldti
Thygater luederwaldti là một loài Hymenoptera trong họ Apidae. Loài này được Schrottky mô tả khoa học năm 1910.